# 尤哈斯·彼得
尤哈斯·彼得（匈牙利語：Juhász Péter，1948年8月3日—），匈牙利男子足球运动员，司职后卫。他曾代表匈牙利国家队参加1972年夏季奥林匹克运动会足球比赛，获得一枚银牌。